# なかざき冬
なかざき 冬（なかざき とう、6月4日 - ）は、九州在住の漫画家。
1992年に『月刊少年マガジン』に掲載された読み切り作品『Who is 風生!?』がデビュー作であり、後に『マガジンGREAT』で隔月連載となる。自身初の月刊連載は『えとせとら』。

## 作品目録

### 漫画
- Who is 風生!?（マガジンGREAT、単行本全9巻）
- Let's Kick!（短編集、単行本全1巻）
- IN23H（月刊少年マガジン、単行本全1巻）
- えとせとら（月刊少年マガジン、単行本全9巻）
- 雷星伝ジュピターO.A.（原作：和智正喜、マガジンGREAT→マガジンイーノ、単行本全8巻）
- まんが社会見学シリーズ10 大研究!知っておこう!がんのこと（講談社、2015年）
- 赤いギョウザの謎を追え!（『みつけてトチギCampaign』パンフレット掲載、2018年）

アンソロジー
- コミックふるさと 福岡（マガジンハウス、2012年）

### イラスト・デザイン
- 仮面ライダーバトル ガンバライド
- スーパー戦隊バトル ダイスオー
- サンライズクルセイド
- データカードダス ダンボール戦機
- カードファイト!! ヴァンガード第4弾 - イラスト
- TPETS! ゴーバスターズ Tシャツ
- ユニクロ ガンダムグラフィックT
- フューチャーカード バディファイト - メインモンスター原案
- 激突!ブレイク学園
- 友情装着!ブットバースト - バレットイラスト[1]
- アニメラーメン赤猫 - サブキャラクターデザイン

## 師匠
- 風童じゅん